# B egység

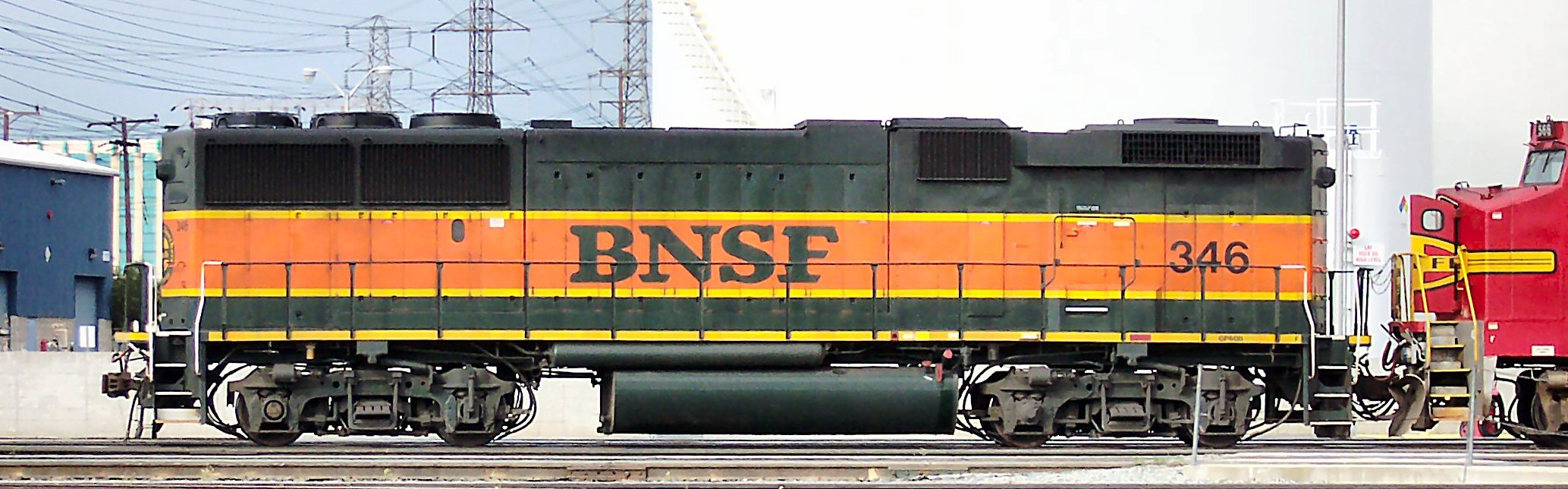
BNSF B egység

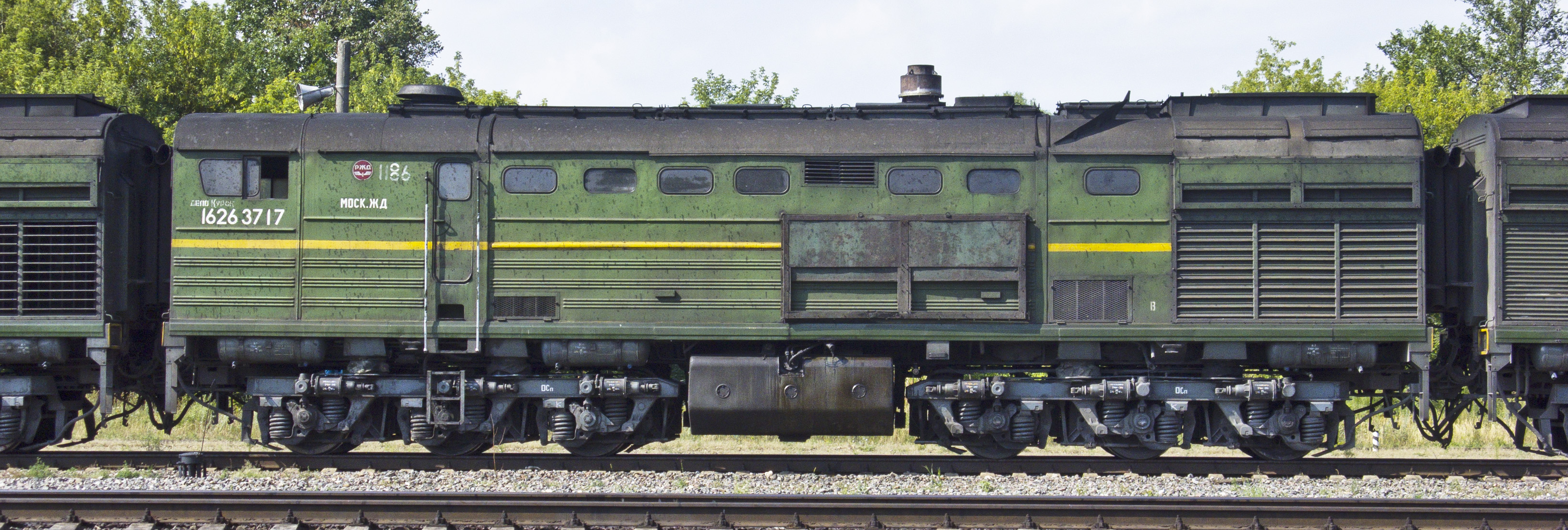
RZSD 3TE10MK B egység

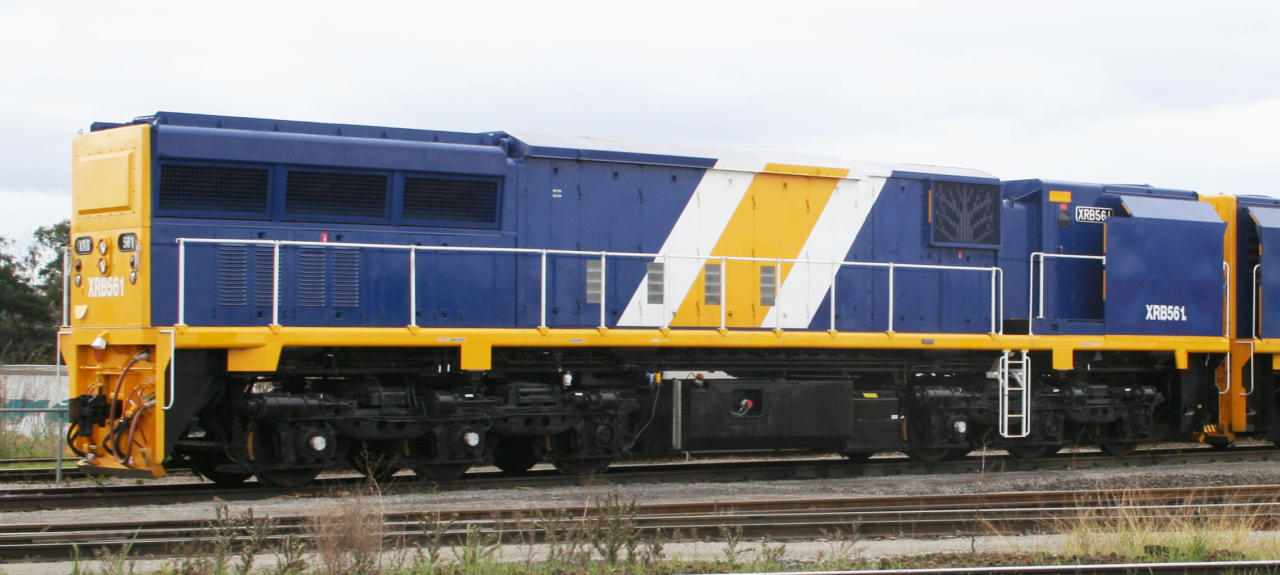
Ausztrál XRB B egység

B egységnek nevezi a vasúti szakirodalom azokat a vasúti vontatójárműveket, melyeknek nincs vezetőállásuk. Használata elsősorban az USA-ban elterjedt. Előnye, hogy egy B egység általában kismértékben olcsóbb, mint egy teljes értékű mozdony, mégis azonos vontatási teljesítményt nyújt. Elhagyható belőle a személyzeti ülés, rádió, fűtés, légkondicionálás, mosdó. Olyan vonatoknál alkalmazzák, melyeket normál esetben több mozdony vontatna.

## B egységek listája
A lista nem teljes!

### USA
Eredeti gyári:
- ALCO/MLW: Black Maria Booster, DL-108, DL-110, FB-1, FB-2, FPB-2, FPB-4, PB-1, PB-2, C855B, M-420B
- Baldwin: AS-616B, DRS-6-6-1500B, DR-4-4-15B, RF-16B, DR-6-4-15B, DR-6-4-20B
- EMD E sorozat: EB, E1B, E2B, E3B, E4B, E5B, E6B, E7B, E8B, E9B
- EMD F sorozat: FTB, F2B, F3B, F7B, F9B
- EMD-hood unitok: DD35, GP7B, GP9B, GP30B, GP60B, SD24B
- Fairbanks-Morse: B Erie, CFB-16-4, CFB-20-4, CPB-16-4, CPB-16-5
- GE Transportation Systems: UM20B, B30-7A

Újjáépített:
- EMD-hood unitok: GP38-2B (BN), SD40B (BN), SD40-2B (BN), SD45B (ATSF), SD45-2B (ATSF)
- GE Transportation Systems: U30CB (BN; a Missouri Pacific is használt vezetőállás nélküli U30C-mozdonyokat, azonban nem ezt a típusjelölést adta azoknak), B36-7 (B) (SSW)

### Oroszország
Az RZSD TE10 típusú mozdonyokat A-B-A vagy a A-B-B-A elrendezésben gyártották, melyek a 3TE10M, illetve a 4TE10S típusjelölést kapták. A 3TE10 B egységei csökkentett számú, a mozdony szolgálati mozgatására szolgáló vezérlővel rendelkeznek. Az utolsó három egységből álló TE10-újjáépítés, a 3TE10MK, számítógépvezérlésű vezérléssel lett felszerelve. Az újabb RZSD E5K sorozat a TE10-hez hasonló. A legtöbb ilyen mozdony a Bajkál–Amur-vasútvonalon van szolgálatban.

### Ausztrália
- 4 példány Australian National BU, melyeket 1994-ben Whyallában épített át a Morrison-Knudsen South Australian Railways 600 típusú mozdonyokból[1]
- 3  példány CM40-8ML, a C40-8 vezetőállás nélküli változata, melyet 1994-ben építettek át a BHP részére C636 típusú mozdonyok vázaira[2]
- 3 példány Pacific National XRB, melyeket 2005–2006-ban építettek át[3]

### Olaszország
- E.322 és E.324 elektromos mozdonyok

### Franciaország
- SNCF BB 64700